# Tadeusz Kaniowski (nauczyciel)
Tadeusz Kaniowski (ur. 17 września 1881 w Gręboszowie, zm. 1943) – polski nauczyciel, dyrektor gimnazjów w Kamionce Strumiłowej  i Drohobyczu, działacz oświatowy, senator I kadencji Senatu II RP.

## Życiorys
Był nauczycielem w Stryju i Jarosławiu, dyrektorem gimnazjów w Kamionce Strumiłowej, potem w Drohobyczu. Był uczestnikiem obrony Lwowa. Wybrany senatorem z listy PSL „Piast” na I kadencję w latach 1922–1927. Był członkiem Towarzystwa Szkół Ludowych. W latach 20. był prezesem zarządu ekspozytury powiatowej w Kamionce Strumiłowej Polskiego Towarzystwa Opieki nad Grobami Bohaterów.
Po 17 września 1939 został 2 października aresztowany przez NKWD w Drohobyczu i tam więziony. 7 maja 1941 roku skazany na 8 lat pozbawienia wolności, a w czerwcu 1941 roku zesłany do obozu Karłag–Dolinka koło Karakandy w Kazachstanie, gdzie zmarł w 1943 roku.